# Lycaon (genre)
Pour les articles homonymes, voir Lycaon.
Genre
Lycaon est un genre de carnivores caniformes de la famille des Canidae. Il comprend une seule espèce actuelle : le Lycaon (L. pictus).

## Taxinomie
Ce genre a été décrit en 1827 par le naturaliste britannique Joshua Brookes (1761-1833).
La seule espèce actuelle étant le Lycaon, Lycaon est souvent considéré comme un genre monotypique. Il comprend toutefois des espèces fossiles.

### Liste des espèces
L'espèce actuelle selon ITIS (17 décembre 2015) et Mammal Species of the World (version 3, 2005)  (17 décembre 2015) est :

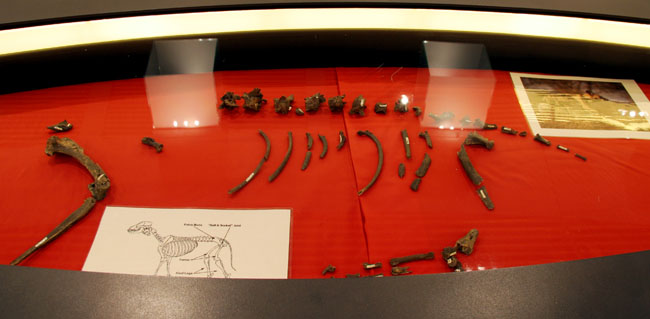
Fossile postcrânien de Lycaon sekowei.

- Lycaon pictus (Temminck, 1820) – le Lycaon

Les espèces fossiles souvent comptabilisées sont :
- Lycaon falconeri (Forsyth Major, 1877)
- Lycaon lycaonoides (Kretzoi, 1938)
- Lycaon sekowei Hartstone-Rose, Werdelin, De Ruiter, Berger et Churchill, 2010

Les deux premiers sont parfois classées dans un genre distinct : Xenocyon (en).